# Коммунарский район (Запорожье)

Районы города: 1. Александровский 2. Заводский 3. Коммунарский 4. Днепровский 5. Вознесеновский 6. Хортицкий 7. Шевченковский

Коммуна́рский райо́н (укр. Комуна́рський райо́н) — административный район украинского города Запорожье, находится в южной части города. Был создан в 1977 году. Своё название район получил от названия крупнейшего предприятия — автомобильного завода «Коммунар» (современный «ЗАЗ»).
Код КОАТУУ — 2310136700.

## Население
На данные 1 мая 2015 г. постоянное население района составляло 132 870 человек. В районе есть Николаевский посёлок, Южный Микрорайон и Космический Микрорайон
| Год                    | 2001  | 2006  | 2010    | 2011    | 2012    | 2014    | 2015    |
| ---------------------- | ----- | ----- | ------- | ------- | ------- | ------- | ------- |
| Численность, тыс. чел. | 140,4 | 138,3 | 136,414 | 136,072 | 135,673 | 134,338 | 134,078 |

### Языковой состав
Родной язык жителей района по данным переписи 2001 года:
| Язык       | Численность, чел. | Доля     |
| ---------- | ----------------- | -------- |
| Украинский | 56 556            | 40,62 %  |
| Русский    | 79 486            | 57,09 %  |
| Другое     | 3 180             | 2,29 %   |
| Итого      | 139 222           | 100,00 % |

## Общие сведения

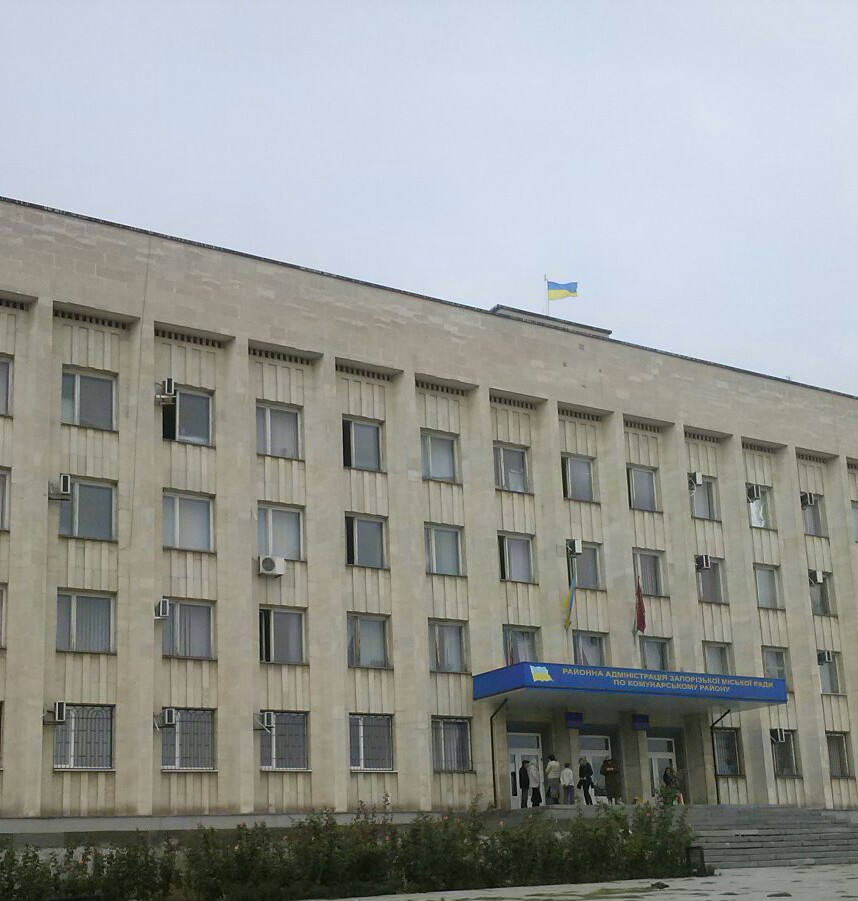
Районная администрация

На территории района расположено 20 базовых предприятий: Запорожский автомобилестроительный завод, украино-канадское СП УКП «Таврия — Магна», ГП «Радиоприбор», открытые акционерные общества «Запорожский механический завод», «Запорожский завод резино-технических изделий», «Запорожприбор», «Опытно-экспериментальный механический завод», закрытые акционерные общества «Завод агротехнических машин», обувная ООО НПФ «МИДА, лтд», производственное предприятие «Неон» УТОГ и учебно-производственное предприятие УТОС. На предприятиях района производятся разнообразные товары, в их числе — легковые автомобили, обувь, средства связи, запасные части для железнодорожного транспорта, сельхозмашины, пылеочистные установки, продукты питания, изделия из дерева, резины, пластмассы, автомобильное стекло и другие.
В районе построены и заселены более 700 многоэтажных домов, в том числе два микрорайона: Космический и Южный, а также 7 200 домов частного сектора. Космический район является более старым и берёт своё начало во второй половине XX века, проект Южного микрорайона был разработан в 1980-х. На территории района находится 27 памятников архитектуры местного значения.
В районе 205 улиц, общая протяженность которых составляет 223,1 км. Через район проходят четыре крупные магистрали — Набережная магистраль, ул. Космическая, ул. Николая Ласточкина (до 2016 года — ул. Чапаева), проспект 40-летия Победы.
В районе находится центральный железнодорожный вокзал «Запорожье I».

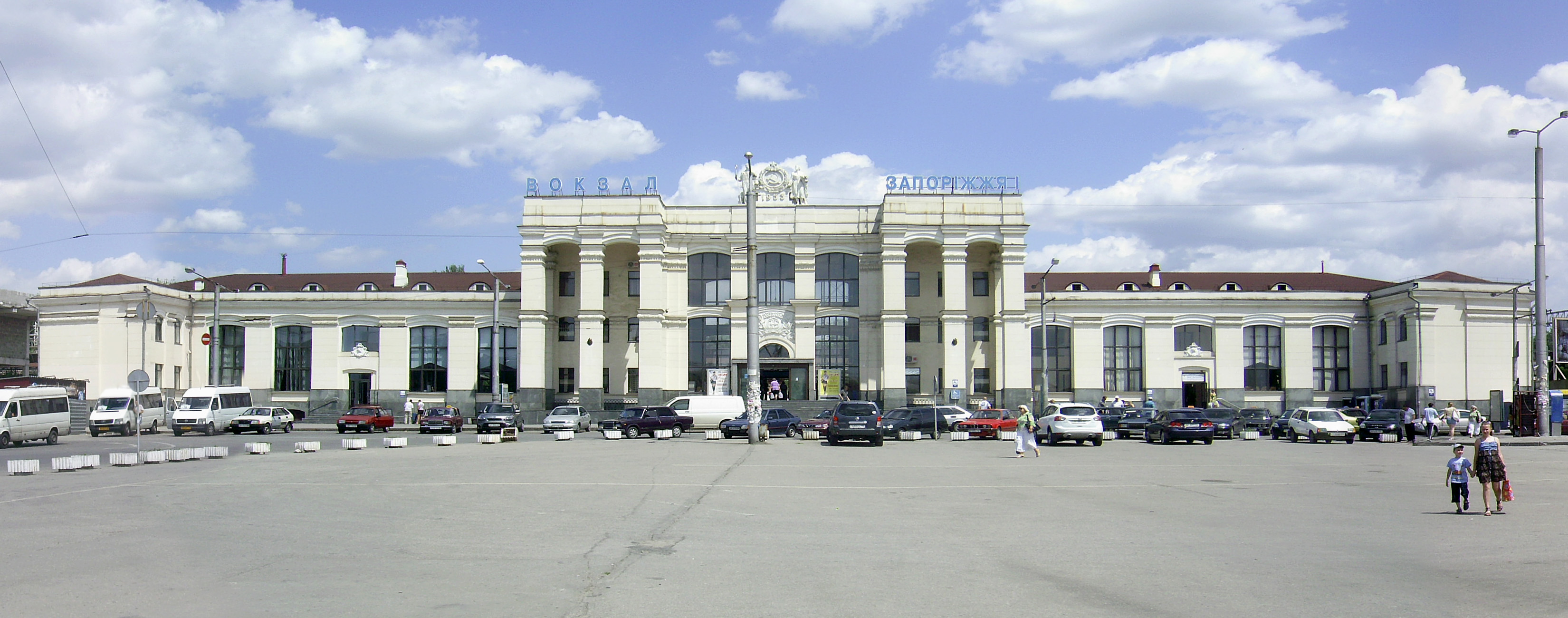
Вокзал Запорожье I

Вид на дома микрорайона № 1 жилмассива Южный

В районе 1 парк и 7 скверов. Сквер им. Гагарина (107 950 м²) постепенно исчезает — его территория уменьшилась за счёт появления ночного клуба, супермаркета.

## Малый и средний бизнес
По состоянию на 2011 год в районе работали 5 рынков, 1059 объектов сферы социального обслуживания населения, в том числе 278 магазинов, 141 объект ресторанного хозяйства, 364 объекта по предоставлению услуг населению, 276 киосков и 110 объектов передвижной торговой сети. На 1 января 2011 года на учете в государственной налоговой инспекции состояли 11458 физических лиц-предпринимателей. За 8 месяцев 2011 года в районе были проведены 14 ярмарок, товарооборот которых составил 219,1 тыс. грн.

## Космический микрорайон
Космический микрорайон находится на крайней юго-восточной оконечности города Запорожья. Первоначально микрорайон был ограничен на севере и западе улицами Космической и Совхозной соответственно и состоял из кварталов с номерами от одного до восьми (в настоящее время нумерация кварталов в быту не используется). В настоящее время в состав микрорайона включаются многоэтажные дома и по нечётной стороне ул. Космической (до ул. Балка Поповка), а условная южная граница проходит по улицам Олимпийской, Керченской и Чкалова. Застройка образована кирпичными и панельными домами высотой в 5 и в 9 этажей и кирпичными — высотой в 10 и 14 этажей. В обиходе жилмассив называется «Космос».

## Южный микрорайон
Микрорайон состоит из кварталов с номерами от одного до пяти (всего по плану их будет 9). Поскольку территория находится на намывном песке, то в народе микрорайон называют «Пески». По восточной границе микрорайона расположена посадка деревьев окаймляющая гребной канал, где проводятся тренировки спортсменов-гребцов. За каналом, через узкую полосу земли, расположен уже Днепр. По этой части проходит детская железная дорога.
На территории микрорайона расположены четыре школы (№ 97, 103, 107, 110), несколько детских садов. При въезде на микрорайон — 118-е почтовое отделение «Укрпочты».
Торговля обеспечивается четырьмя супермаркетами (торговых сетей «АТБ», «Сільпо», «Амстор»), рынком, многими мелкими продуктовыми магазинами и киосками.
На территории жилмассива находится ночной клуб «Shark» (ранее «Сахара»).
В северной части микрорайона расположена городская больница № 7 (бывшая МСЧ завода «Радиоприбор»), по улице Автозаводской — детское отделение поликлиники, действуют три стоматологические клиники, несколько аптек.
Улицы микрорайона: Автозаводская, укр. Водограйна (до 2016 — Гаврилова), Нагнибеды, Новокузнецкая, проспект 40-летия Победы, Стешенко.